# Kia Clarus
O Clarus é um sedan médio-grande, fabricado pela Kia Motors entre 1995 e 2001. Substituiu o Kia Concord e foi vendido em diversos mercados com o nome de Kia Credos, alterado para Clarus em mercados como o brasileiro, em virtude da pronúncia e significado do nome original. Sofreu um facelift em 1999 e permaneceu em linha até 2001, quando foi substituído pelo Kia Optima (vendido em alguns mercados como Kia Magentis). Possui também uma versão perua. Utilizou motores Mazda 1.8L I4 16V e 2.0L I4 16V, responsáveis por sua boa durabilidade, em tempos que a Kia ainda não possuía uma imagem sólida no mercado.

## Galeria

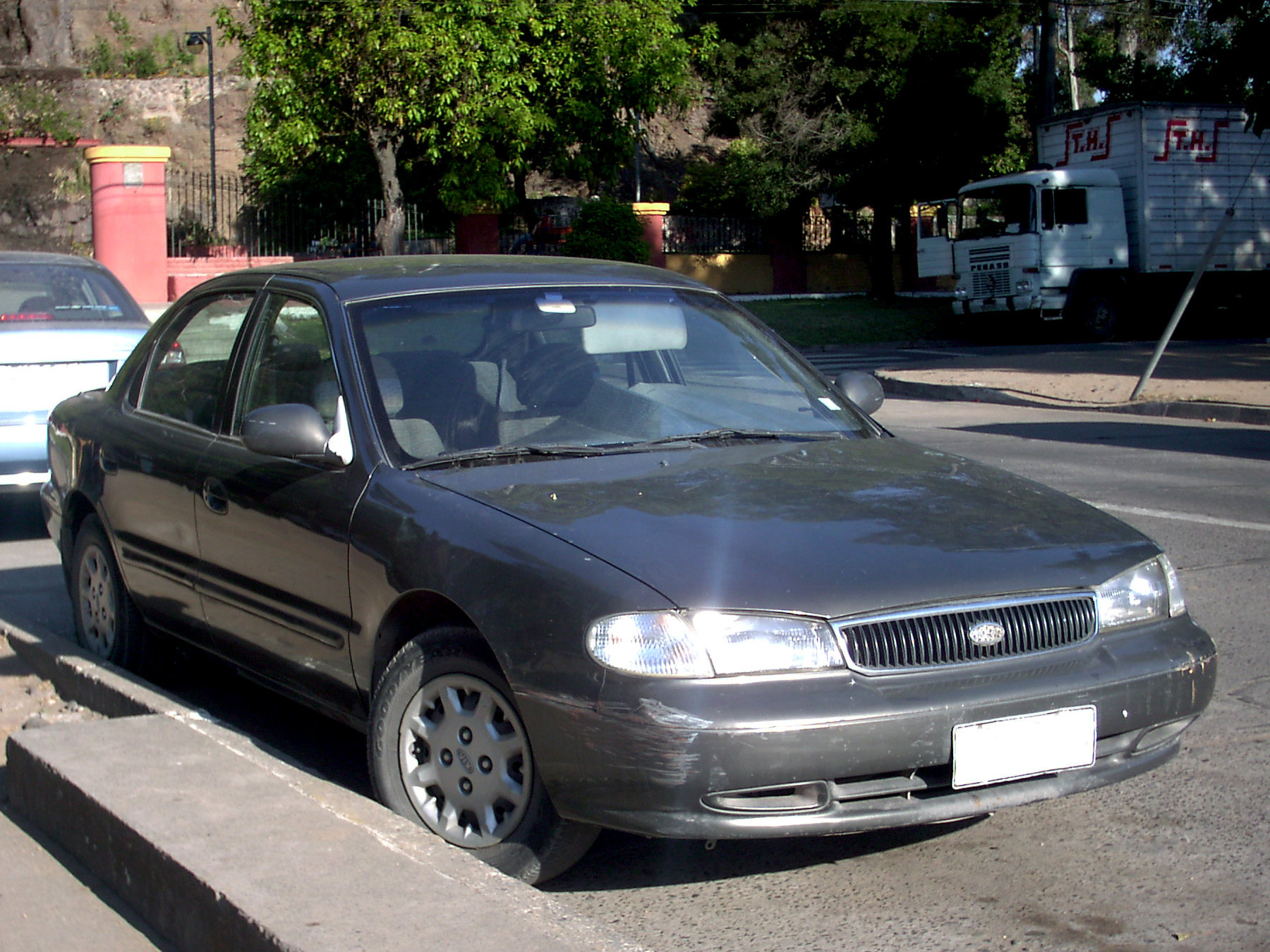
Kia Clarus (1996)
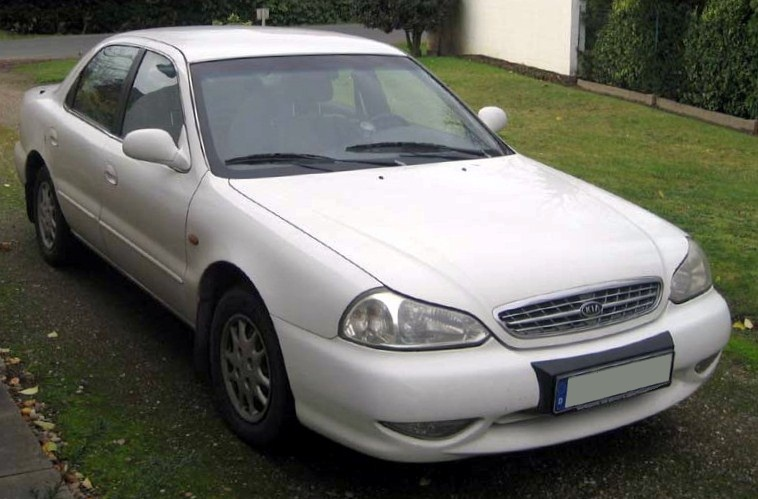
Kia Clarus (1999 - facelift)
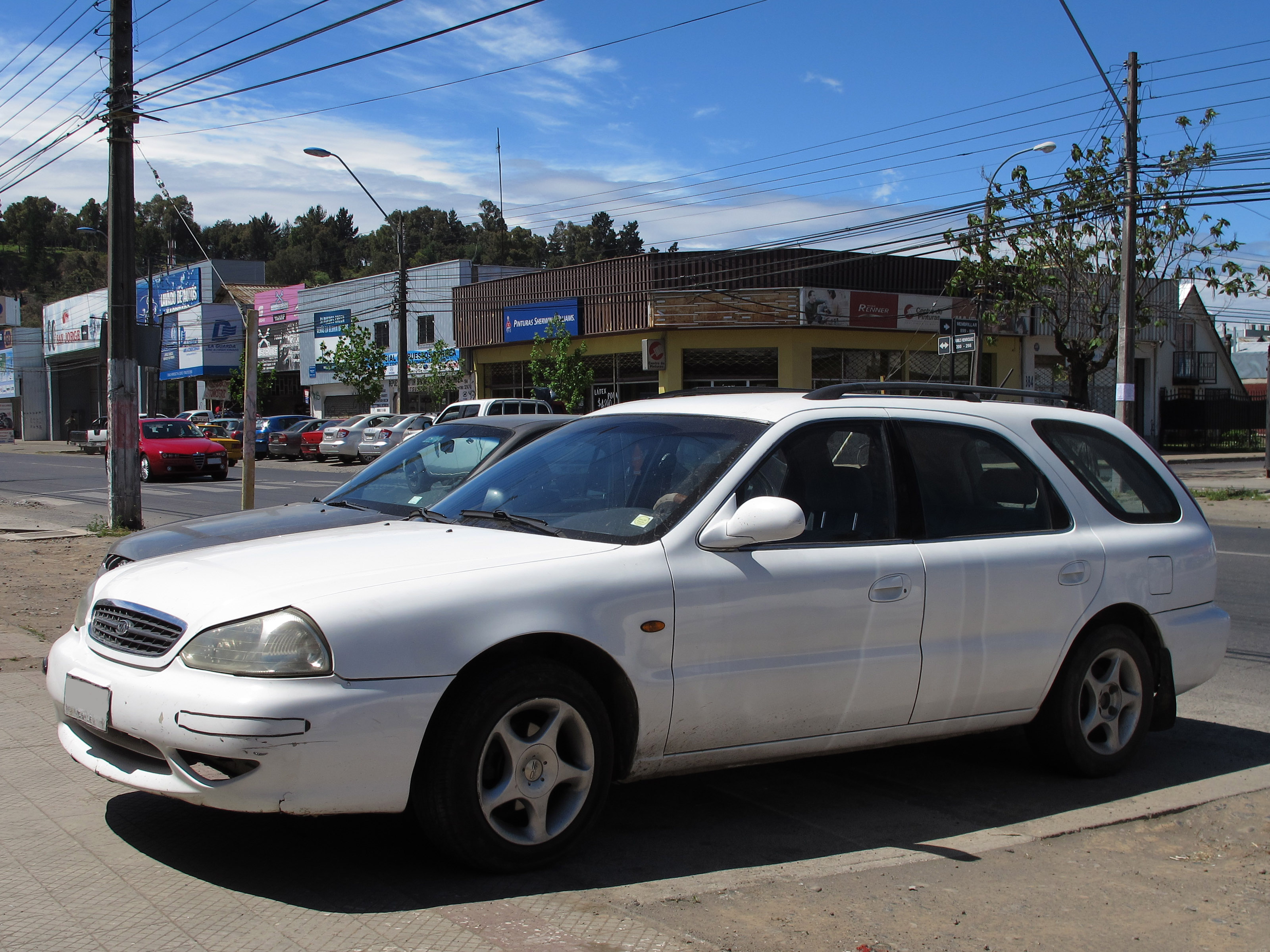
Kia Clarus Wagon (2000)